# Danton and Other Verse

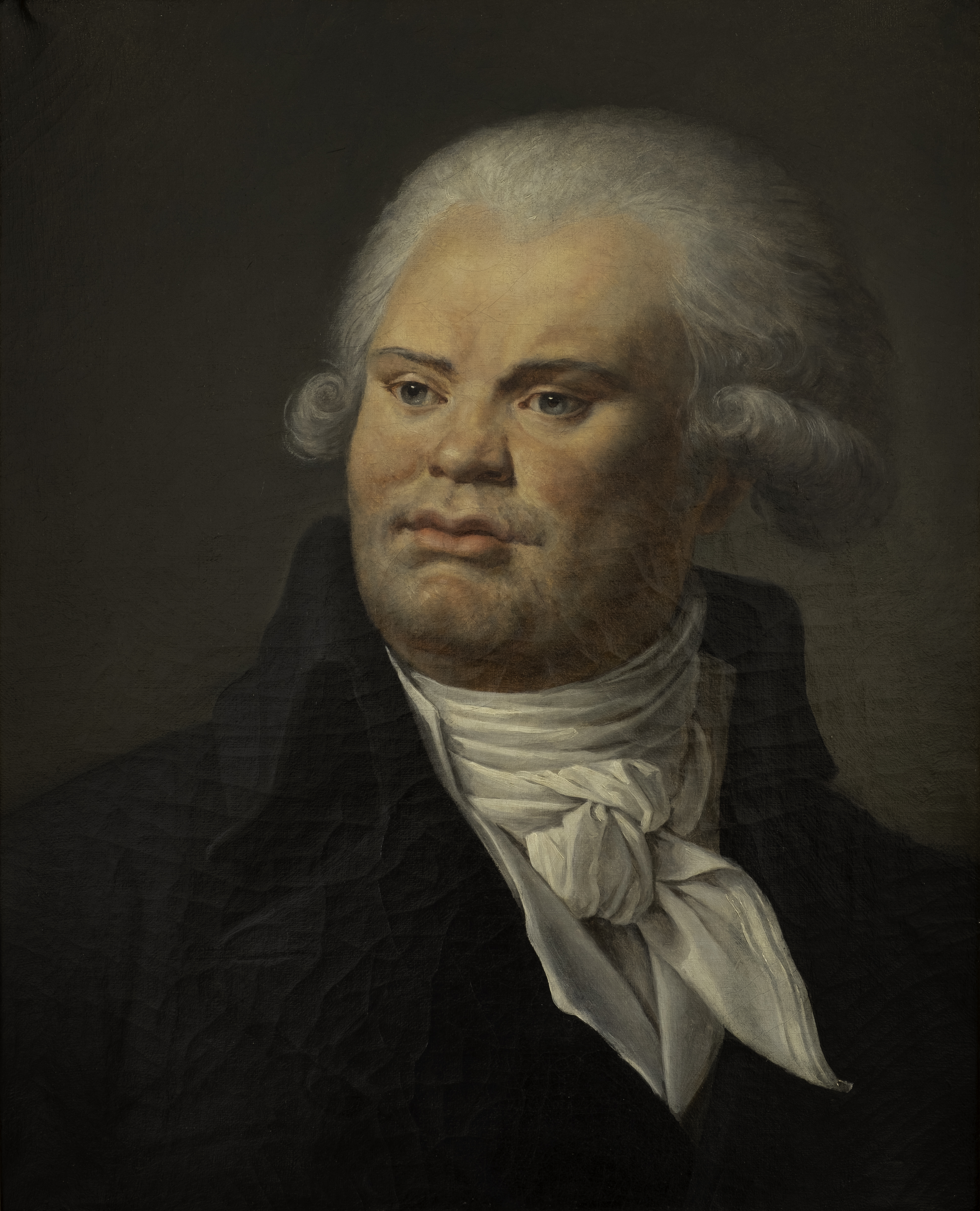
Georges Danton

Danton and Other Verse – tomik Augustusa Henry’ego Beesly’ego, opublikowany w 1895, zawierający dramat w dziesięciu odsłonach osadzony w scenerii Rewolucji francuskiej i poświęcony osobie Georgesa Dantona, skazanego na śmierć i ściętego w 1794, oraz kilka utworów lirycznych.
Augustus Henry Beesly był też autorem biografii Dantona, wydanej w 1899, i wznowionej jeszcze w 1899 i w 1906.
Zobacz też: Sprawa Dantona, Śmierć Dantona